# Canalul lui Xerxes

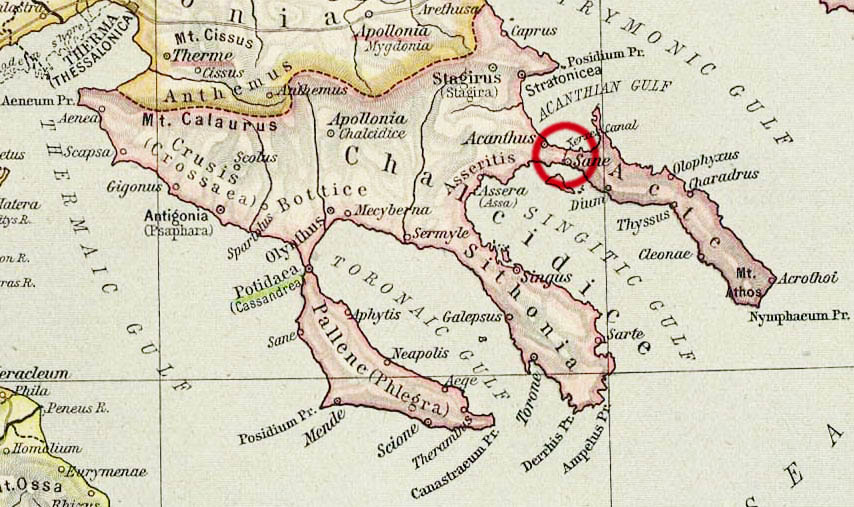
Canalul lui Xerxes

Canalul lui Xerxes este o lucrare de geniu militar săpată în nordul Peninsulei Athos, în Calcidica (Grecia) la ordinul regelui persan Xerxes, în secolul al V-lea î.Hr., în timpul celui de-al Doilea Război Medic, mai precis în anul 480 î.Hr.